# Opius romensoides
Opius romensoides är en stekelart som beskrevs av Fischer 1965. Opius romensoides ingår i släktet Opius och familjen bracksteklar. Inga underarter finns listade i Catalogue of Life.